# Російські німці
Російські німці або німці Росії — етнічні німці, а також громадяни (піддані) німецьких держав, які проживали на території Росії, і їхні прямі предки.
У сучасній Німеччині вираз «російські німці» (нім. Russlanddeutsche) вживається також по відношенню до етнічних німців, репатрійованих до Німеччини з СРСР, починаючи з 1951 року.

## Поява німців в Росії
Перша письмова згадка про існування в Новгороді «немецкого двора» — місця, де жили купці і зберігались товари, відноситься до 1199 року. Проте заснований цей двір був, очевидно, раніше, оскільки про побудову в місті німецької церкви Святого Петра, яка була центром німецького двора, згадується уже в 1184 році.

## Німці вМосковському князівстві
Значна кількість німців переселилась у Московське князівство в період правління московських князів Івана III і Василія III — в XV—XVI століттях. У період правління Івана IV Грозного частка німців у населенні міст стала настільки істотною, що в багатьох з них з'явилися квартали компактного проживання німецької діаспори — так звані Німецькі слободи, найбільша і найвідоміша з яких була в Москві.

## Епоха Романових
Близько 90% німців Росії в XVIII—XIX століттях складають так звані колоністи. У XVIII столітті на запрошення Катерини II почалося переселення німецьких селян (так званих колоністів) на вільні землі Поволжя і пізніше Північного Причорномор'я — багато з цих селянських сімей залишалися в місцях свого первісного компактного проживання протягом більш ніж півтора століття, зберігаючи німецьку мову (У законсервованому порівняно з німецькою мовою Німеччини вигляді), віру (як правило, лютеранську, католицьку) та інші елементи національної культури.
Перша хвиля міграції, спрямована в район Поволжя, прибула в основному із земель Рейнланд, Гессен і Пфальц. Наступний потік еміграції був викликаний маніфестом імператора Олександра I 1804 року. Цей потік колоністів був направлений у район Причорномор'я і Кавказу, і складався здебільшого з жителів Швабії; у меншій мірі жителів Східної та Західної Пруссії, Баварії, Мекленбурга, Саксонії, Ельзаса і Бадена, Швейцарії, а також німецьких жителів Польщі.
В 60-х роках XIX століття 200 000 колоністів переселились з Польщі на Волинь. Перед Першою світовою війною число німецьких сіл у Російській імперії (не враховуючи російської частини Польщі) складало від 3 до 4 тисяч.

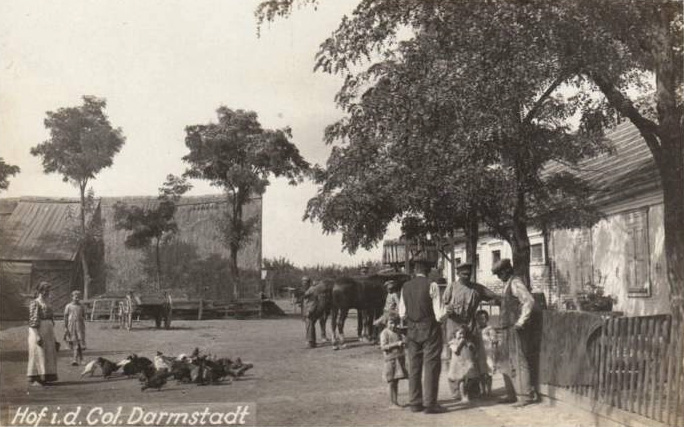
Поштова листівка початку XX століття зі зображенням німців-колоністів колонії Дармштадт під Мелітополем

З 1870-х років імміграція німців до Росії в основному припиняється (у зв'язку з відміною щодо колоністів пільг по відбуванню військової повинності і погіршенням російсько-німецьких відносин). Більш того, велика кількість російських німців починає емігрувати з Росії, причому не в Німеччину, а головним чином до США. Всього до 1914 року з Росії в США переселилося до 200 тисяч етнічних німців.
Станом на 1913 рік у Російській імперії проживало близько 2 400 000 німців.

### Плани депортації німців Росії в період Першої світової війни
- 2 лютого 1915 року. У зв'язку з війною російська влада приймає закони про примусове відчуження земель у вихідців з Німеччини та Австро-Угорщини в західних губерніях. Рішенням Сенату піддані ворожих держав позбавлялися судового захисту; закривалися німецькі школи і газети в Росії; німці підлягали висилці з місцевостей, оголошених на військовому положенні. З Москви було вислано близько двох тисяч німецьких і австрійських підданих. Пізніше ці «ліквідаційні закони» поширяться і на інші губернії та області країни.
- 25—29 травня 1915 року. Німецькі погроми в Москві. Число активних погромників у пік заворушень сягало 100–120 тисяч осіб.
- 1 червня 1915 року. Указ про обов'язкове звільнення всіх німців з московських підприємств і припинення діяльності в місті німецьких фірм.
- 13 грудня 1915 року. Уряд готує указ, згідно з яким все німецьке населення Поволжя планувалося виселити до Сибіру. Виселення мали намір почати з весни 1917 року.
- 2, 3 березня 1917 року. Перемога Лютневої революції в Петрограді і в Саратові.
- 11 березня 1917 року Спеціальною постановою було призупинено виконання всього «ліквідаційного» законодавства, спрямованого проти німецького населення Росії. У постанові вказувалося, що остаточне рішення з цього питання мають прийняти Установчі збори.

## Німці в СРСР

### 1918–1940 роки

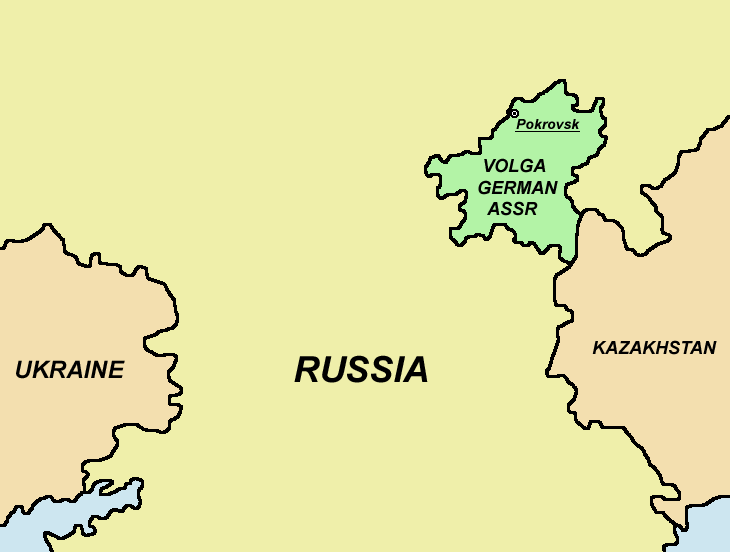
АРСР німців Поволжя відносно України та Казахстану

У перші десятиліття Радянської влади відродження національної ідентичності російських німців віталось, що привело в 1918 році до створення одної з перших національно-територіальних автономій на території РРФСР — Трудової комуни Автономної області Німців Поволжя, в 1924 році переоформленої в Автономну Радянську Соціалістичну республіку німців Поволжя зі столицею в місті Покровськ (пізніше Енгельс).
Згідно з даними перепису 1939 року на території СРСР налічувалося 1427,3 тис. німців. З цієї кількості в РРФСР проживало 862,5 тис., в Україні — 392,5 тис. (у тому числі в Одеській області — 91,5 тис., у Запорізькій — 89,4 тис., у Сталінській — 47,2 тис., у Миколаївській — 41,7 тис.), у Казахстані — 92,6 тис., у Закавказзі — 44,1 тис., у республіках Середньої Азії — 27,2 тис. і в Білорусі — 8,4 тис. 42,5% (366,7 тис. осіб) німців РРФСР було зосереджено в межах АРСР німців Поволжя (німці складали 60,5% її населення), а всього в Поволзькому регіоні проживало 451,6 тис. німців. Також великі територіальні угруповання німців розселялися на Північному Кавказі (127,1 тис.), у Західному Сибіру (101,4 тис.) і в Криму (51,3 тис.). Крім того, на територіях, включених до складу СРСР в 1939–1940 роки, за сучасними оцінками, проживало до 1939 року 346,1 тис. німців, у тому числі 81,1 тис. — у Бессарабії, 62,1 тис. — у Латвії, 51,0 тис. — у Литві, 45,4 тис. — у Рівненському та Волинському воєводствах Польщі, 40,0 тис. — у Східній Галичині, 37,5 тис. — у Північній Буковині, 18,4 тис. — в Естонії, 10,6 тис. — у Західній Білорусі. Крім того, до 13,8 тис. німців розселялося в Закарпатті. Всього, таким чином, на території СРСР у післявоєнних кордонах (без Калінінградської області) налічувалося 1782,9 тис. німців.

### 1941–1945 роки
Домовленості, пов'язані з Пактом Молотова — Ріббентропа передбачали, серед іншого, репатріацію етнічних німців до Німеччини з земель, які мав окупувати Радянський Союз. У їхнє виконання більшість німців з новонабутих територій СРСР були переселені до Німеччини. Після початку німецько-радянської війни у 1941 році була проведена депортація німців з європейської частини СРСР до Західного Сибіру та Казахстану. СРСР не встиг провести депортацію у західних районах, зокрема в Україні. Німці, що залишилися на території, зайнятій нацистами, отримали статус фольксдойче та переважно були евакуйовані до Німеччини під час відступу німецьких військ.
Всього в 1939—47 роках у СРСР зменшилось на 1,7 млн німців, у переважній більшості — з територій, які ввійшли до складу Радянського Союзу в 1939—45 роки.
Частина німців, що проживала в південних районах УРСР (чорноморські німці) опинилася на території, окупованій вермахтом. Сформовані нацистами загони «самооборони» брали участь у масових вбивствах євреїв.

### Повоєнний період
26 листопада 1948 Президія Верховної Ради СРСР ухвалила указ, що забороняв німцям повертатися до колишнього місця проживання: вигнання на «вічні часи» в місця переселення, і що встановлював тривалі терміни ув'язнення за самовільне залишення спецпоселень — 20 років каторги.
Оскільки після 1955, німці так і не отримали дозволу повернутися в місця довоєнного проживання, картина розселення німців що склалася в результаті депортації по території СРСР в основному збереглася до кінця радянського періоду без істотних змін. За даними перепису 1989 року в Радянському Союзі налічувалося 2038,6 тис. німців. Основна маса діаспори була розселені приблизно в тих же районах, в яких німці були оселені в період депортацій. Найбільше німців проживало в Казахстані (957,5 тис.), у Західному Сибіру (416,5 тис.), у Середній Азії (178,2 тис.), на Уралі (149,7 тис.) і в Східному Сибіру (66,2 тис.). У районах, де розташовувалися компактні ареали розселення німців до 1941 року, чисельність їх була невелика. Так, у Поволжі проживало 68,3 тис. німців, в Україні — 37,8 тис., у балтійських республіках — 9,3 тис.

### Період 1955–1991 років
За рішенням бундестагу ФРН 22 лютого 1955 року визнаються дійсними громадянства, отримані під час війни. Одночасно у вересні цього ж року перший канцлер Німеччини Конрад Аденауер відвідує СРСР, де також підписується ряд міжурядових угод.
13 грудня 1955 року виходить Указ Президії Верховної Ради «Про припинення обмежень у правах німців і членів їх сімей, які перебувають на спецпоселенні» (без повернення конфіскованого майна), заборона на повернення в колишні рідні населені пункти. Розпочався процес переселення німців у ФРН, НДР і Австрію. Спочатку він йшов під гаслом возз'єднання розірваних у роки війни сімей. У цей час виїжджало від декількох сотень до декількох тисяч осіб на рік.
У травні 1957 року в Москві виходить перший номер центральної газети німецькою мовою «Нойес Лебен» («Нове життя»), що стала наступницею «Дойче централь-цайтунг» («Центральна німецька газета»), а через місяць почала видаватися газета «Роте Фане» на Алтаї. Пізніше була організована в Целінограді газета радянського німецького населення Казахстану «Фройндшафт» («Дружба») — зараз вона видається в Алма-Аті під назвою «Deutsche Allgemeine Zeitung». Відновилося радіомовлення для радянських німців рідною мовою. Знову з'явилися у продажу книги радянських німецьких авторів. Почалося створення груп для вивчення німецької мови як рідної в середніх школах Казахстану, РРФСР, Киргизії.
8 квітня 1958 року підписано радянсько-німецьку угоду про возз'єднання сімей і про співпрацю Товариств Червоного Хреста обох країн.
24 квітня 1959 року підписаний радянсько-німецький договір про возз'єднання сімей.
29 серпня 1964 року — Указ про часткову реабілітацію німців Поволжя та скасування депортаційної Указу від 28.08.41 року (поширився і на інших німців СРСР). В указі не забороняється, але й не рекомендується повертатися німцям у колишні місця проживання. Цей указ, опублікований свого часу в умовах обмеження гласності тільки у «Відомостях Верховної Ради СРСР» і в радянській німецькомовній пресі, у житті радянських німців змінив небагато.
12 серпня 1970 року відбулося підписання Московського договору між ФРН та СРСР про взаємну відмову від застосування насильства. Число переселенців зростає.
1 серпня 1975 року підписано Гельсінську угоду. Подальше зростання числа переселенців, але лише на короткий час. (Нижній пік в 1985 році — 460 осіб).
1979 рік — Спроба організувати німецьку автономію в Казахстані.
1981 рік— Заснований Німецький драматичний театр (спочатку в Теміртау, потім в Алма-Аті).

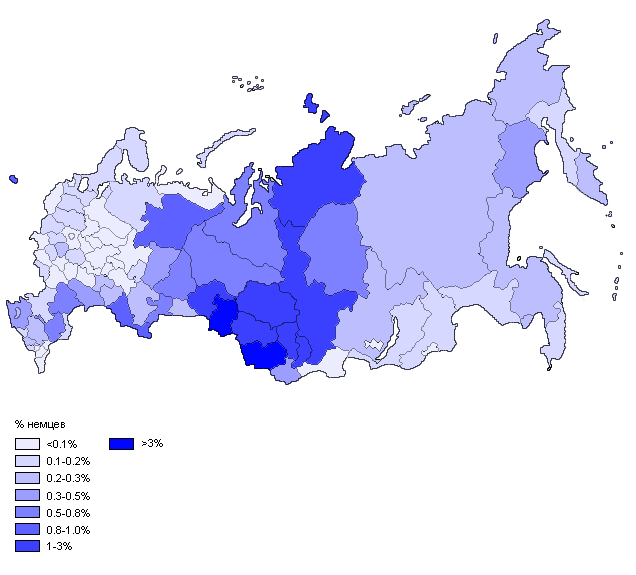
Відсоток німців у суб'єктах федерації (перепис 2002)

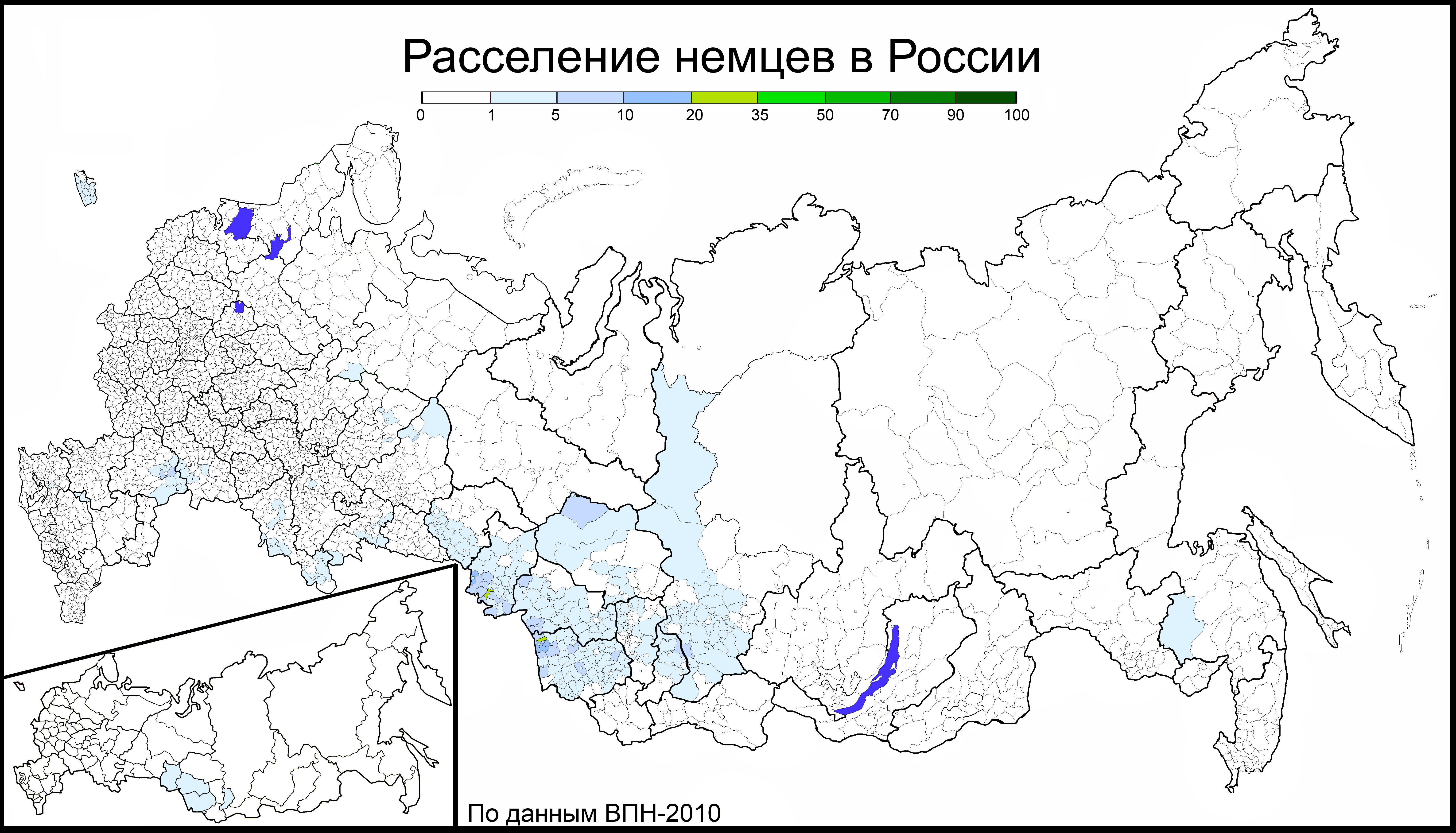
Відсоток німців у районах (перепис 2010)

Ситуація змінилася після внесення змін до закону СРСР «Про в'їзд і виїзд» 28 серпня 1986 року. Масова еміграція німців з території колишнього СРСР у Німеччину почалася з 1987 року, коли виїхало 14488 осіб, в 1988 у — 47572, в 1989 — 98 134 (пік припадає на 1994 рік — 213 214 осіб), що значно зменшило частку німецького населення в Росії, Казахстані, Україні і в інших республіках. Загалом, за даними Міністерства внутрішніх справ ФРН, до Німеччини з 1950 по 2006 рік переселилося 2334334 російських німців і членів їх сімей.

## Німці після розпаду СРСР

### Автономізація
Починаючи з часів перебудови національними організаціями німців підіймалося питання про відновлення республіки німців Поволжя, проте ці плани втратили актуальність у зв'язку з масовою еміграцією німців з території СРСР. У 1991–1992 роках були утворені Німецький національний район Алтайського краю та Азовський німецький національний район Омської області.

### Сучасна статистика
Згідно Всеросійському перепису населення 2002 року, у Росії проживало 597 212 німців
Згідно з статистичними даними німецьких федеральних установ на 2006 рік, загальна кількість осіб, які мають німецьке походження та живуть на території держав колишнього СРСР оцінювалося в 800 000 — 820 000 осіб. З них близько 550 000 осіб у Росії, близько 200 000 у Казахстані, 33 000 в Україні і 15 000 у Киргизстані.
Згідно перепису населення 2010 року, у Росії проживало 394 138 німців.

### Документи, першоджерела
- Полное собрание законов Российской империи (с 1749 г.). — Т. XVI (1762–1765), 1830
- История российских немцев в документах (1763–1992 гг.) (Сост.: В. А. Ауман, В. Г. Чеботарева) — М.: МИГУП, 1993.

### Енциклопедії, довідники, бібліографія
- Немцы России (энциклопедия). В 3-х томах. Москва: Изд-во «Общественная академия наук российских немцев», 1999–2006 (Предс. редкол. В. Карев, О.Кубицкая)
- В. А. Ауман, В. Ф. Баумгертнер, В. Бретт и другие (гл. ред. В. Ф. Дизендорф). Немцы России. Населенные пункты и места поселения: энциклопедический словарь. — М.: ЭРН, 2006. — 470 с. ISBN 5-93227-002-0
- Handbuch Russland-Deutsche: ein Nachschlagewerk zur russland-deutschen und dt.-russ. Geschichte und Kultur (mit Ortsverzeichnis ehemaliger Siedlungsgebiete) Verfasser: Ulrich Mertens. Nürnberg ; Paderborn : 2001. ISBN 3-9807701-1-7

- Lexikon der Russlanddeutschen. (Hrsg. H.-J. Kathe u.a.) Berlin: Bildungsverein für Volkskunde in Deutschland Die Linde, 2000.
- Deutsche Geschichte im Osten Europas. (in 12 Bde) Bd. 10.: Rußland. — Berlin: Siedler Verlag, 2002. — 669 S. ISBN 3-88680-778-9
- Международная организация исследователей истории и культуры российских немцев: Научно-информационный бюллетень. 1996–2006 Информация о конференциях, семинарах, фондах архивов, документы, рецензии, аннотации, библиография.
- Российские немцы. Историография и источниковедение. Материалы научной конференции. Анапа. 4-9 сентября 1996. М., 1997.
- Чернова Т. Н. Российские немцы: Отечественная библиография, 1991–2000 гг.: Указатель новейшей литературы по истории и культуре немцев России/ Т. Н. Чернова.- М.,2001.- 268 с.
- Списки научных публикаций Саратовского университета, издательства «Готика»,

### Матеріали наукових конференцій, з'їздів
- Российские немцы на Дону, Кавказе и Волге. — М-лы российско-германской научн. конф. Анапа, 22-26 сентября 1994. // Международный союз немецкой культуры (отв. редактор Е. А. Шервуд). М., 1994. 358 с. LCCN 97176727; OCLC 36891750
- Российские немцы: Проблемы истории, языка и современного положения. — М-лы междунар. науч. конф. Анапа, 20-25 сентября, 1995. // Изд-во Готика, 1996. 511 с. ISBN 5-7834-0004-1
- Российские немцы: Историография и источниковедение. — М-лы междунар. научн. конф. Серия: История и этнография российских немцев. Internationaler Verband der Deutsche Kultur (IVDK), Анапа, 4-9 сентября 1996. // М., Готика, 1997. 372 с. ISBN 5-7834-0024-6
- Миграционные процессы среди российских немцев: исторический аспект. М-лы междунар. научн. конф., Анапа, 26-30 сентября 1997 г. М, Готика, 1998 г. 444 с.
- Немцы России в контексте отечественной истории: Общие проблемы и региональный особенности. Материалы международной научной конференции, Москва, 17-20 сентября 1998 г. // М, Готика, 1999, 488 с.
- Российское государство, общество и этнические немцы: основные этапы и характер взаимоотношений (XVIII–XXI вв.) [Архівовано 19 липня 2013 у Wayback Machine.] М-лы 11-ой междунар.науч. конф. Москва, 1-3 ноября 2006/ — М.: МСНК-пресс, 2007. — 480 с.
- Российские немцы: Научно-информационный бюллетень. 1(53), Москва, 2008 [Архівовано 20 жовтня 2012 у Wayback Machine.]
- Научное сообщество этнических немцев в Средней Азии и России: современное состояние и перспективы. — Материалы международной научно-методической конференции 23-24 октября 2008 г. // Караганда: Арко, 2009

### Навчальні посібники
- А. А. Герман, Т. С. Иларионова, И. Р. Плеве. История немцев России [Архівовано 14 серпня 2014 у Wayback Machine.]. (учебное пособие) — М.: МСНК-пресс, 2005–544 с.
- их же:. История немцев России: Хрестоматия. — М.: МСНК-пресс, 2005. — 416 с.
- их же:. История немцев России: Методические материалы. — М.: МСНК-пресс, 2005. — 240 с.

### Загальні видання
- Андреева Н. С. Прибалтийские немцы и российская правительственная политика в начале XX в. — СПб.: Міръ,2008.
- Ковригина В. А. Немецкая слобода Москвы и её жители конца XVII-первой четверти XVIII вв. / В. А. Ковригина. — М.: Археол. центр, 1998. — 434, [2] с.
- Клаус А. Наши колонии: опыт и материалы по истории и статистике иностранной колонизации в России. — СПб., 1869.
- Россия — Германия. Контакты и взаимовлияния. XVIII–XIX век. // Государственная Третьяковская галерея: сб. статей под ред. О. С. Северцева, И. А. Гутт. — [М.], б. г.
- Остроух И. Г., Шервуд Е. А. Российские немцы: вклад в историю и культуру (XVII — начало XX вв.). // Российские немцы на Дону, Кавказе и Волге. — М., 1995.
- Кабузан В. М. Немецкое население в России в XVIII — начале XX вв (численность и размещение). // Вопросы истории. — 1989. — № 12. — С. 18—29.
- Герман А. А. Немецкая автономия на Волге. 1918–1941. — М.: «МСНК-пресс», 2007. — 576 с. — 2-ое изд., исправленное и дополненное.
- Московские немцы. Четыре века с Россией / [сост. Л. Дементьева, Ю. Петров]. — Москва: Фабрика офсетной печати, 1999. — 71 с.
- Немецкие предприниматели в Москве: Сб. ст. [по итогам Междунар. науч. конф. (Москва, 1999 г.)] / Сост. сб.: В. А. Ауман]. — М. : Обществ. акад. наук рос. немцев, 1999. — 285, [1] с. — (Российские немцы: исторические материалы и исследования: ИРН). ISBN 5-93227-001-2
- Немцы в России: Люди и судьбы / [Семинар «Немцы в России: рус.-нем. науч. и культур. связи»; Редкол.: Л. В. Славгородская (отв. ред.) и др.]. — СПб.: Дмитрий Буланин, 1998. — 310,[1] с. ISBN 5-86007-119-1
- Немцы в России: Петербургские немцы = Die Deutschen in Russland: Petersburger deutsche: Сб. ст. / РАН. С.-Петерб. науч. центр. Ин-т истории естествознания и техники. С.-Петерб. фил. и др.; Отв. ред. Г. И. Смагина. — СПб.: Изд-во Дмитрий Буланин, 1999. — 620 с. ISBN 5-86007-154-X
- Немцы в России: Проблемы культур. взаимодействия: [Материалы конференций семинара, 1990–1995 гг. / Семинар «Немцы в России. Рус.-нем. науч. и культур. связи»; Редкол.: Л. В. Славгородская (отв. ред.) и др.]. — СПб.: Дмитрий Буланин, 1998. — 327 с. ISBN 5-86007-116-7
- Немцы в России = Die deutschen in Russland: Рос.-нем. диалог: [Сб. ст.] / Рос. акад. наук. Ин-т истории естествознания и техники. С.-Петерб. фил., Б-ка Рос. акад. наук; [Редкол.: Г. И. Смагина (отв. ред.) и др.]. — СПб.: ДБ, 2001. — 552 с. ISBN 5-86007-294-5
- Немцы в России = Die Deutschen in Russland: Русско-немец. науч. и культурные связи: Сб. ст. / Рос. акад. наук. Ин-т истории естествознания и техники, С.-Петерб. фил. [и др.]; [Редкол.: Г. И. Смагина (отв. ред) и др.]. — СПб.: ДБ, 2000. — 424 с. ISBN 5-86007-248-1
- Немцы в России = Die Deutschen in Russland: три века науч. сотрудничества: [сб. ст.] / Рос. акад. наук, Ин-т истории естествознания и техники, С.-Петерб. фил., Б-ка Рос. акад. наук; [редкол.: Н. В. Колпакова, Г. И. Смагина (отв. ред.), И. В. Черказьянова]. — СПб.: Дмитрий Буланин, 2003. — 604 с. — (Немцы в России: русско-немецкие научные и культурные связи). ISBN 5-86007-372-0
- Немцы и развитие образования в России. — СПб., 1998. ISBN 5-201-00230-7
- Немцы Москвы: исторический вклад в культуру столицы: Междунар. науч. конф., посвящ. 850-летию Москвы (Москва, 5 июня 1997 г.): Сб. докл. / [Науч. ред. Ю. А. Петров, А. А. Семин]. — М.: Обществ. акад. наук рос. немцев, 1997. — 356 с. — (Российские немцы: исторические материалы и исследования. ИРН).
- Немцы Санкт-Петербурга: наука, культура, образование [Сб. ст.] = Die Deutschen in Sankt-Petersburg: Wissenschaft, Kultur, Bildung / РАН, Ин-т истории естествознания и техники. С-Петерб., фил. Б-ка РАН, Семинар «Немцы в России: рус.-нем. науч. и культ. связи»; [Отв. ред. Г. И. Смагина]. — СПб. : Росток, 2005. — 640 с. — ISBN 5-94668-017-X.
- Немцы. Россия. Сибирь: [Сб. ст.] / Ом. гос. ист. — краевед. музей, Сиб. фил. Рос. ин-та культурологии; Сост. и науч. ред. — Вибе П. П. — Омск: Ом. гос. ист. — краевед. музей, 1997. — 241 с. ISBN 5-901062-01-1
- Быт и культура российских немцев в музеях Санкт-Петербурга = Alltag und kultur der russlanddeutschen in museen von Sankt Petersburg: Свод. кат. / [Сост.: Т. А. Шрадер]. — СПб.: Наука, 2003 (Тип. Наука РАН). — 142, [2] с. — (Deutsche in Russland / Музей антропологии и этнографии им. Петра Великого (Кунсткамера) Рос. акад. наук [и др.]). ISBN 5-02-027096-2
- Вашкау Н. Э. Школа в немецких колониях Поволжья, 1764–1917 гг. / Н. Э. Вашкау; М-во общ. и проф. образования РФ. Волгогр. гос. ун-т. — Волгоград: Изд-во Волгогр. гос. ун-та, 1998. — 206 с. ISBN 5-85534-154-2
- Грекова Т. Н., Голиков Ю. П. Медицинский Петербург / Т. И. Грекова, Ю. П. Голиков. — СПб.: Фолио-Пресс: Фолио-Плюс, 2001. — 414, [1] с. ISBN 5-7627-0163-8
- Губкина Н. В. Немецкий музыкальный театр в Петербурге в первой трети XIX века / Н. В. Губкина; Рос. ин-т истории искусств. — СПб.: Дмитрий Буланин, 2003 (Тип. Береста). — 563, [1] с., [8] л. ил. ISBN 5-86007-312-7
- Дитц Я. Е. История поволжских немцев-колонистов. / Под ред. И. Р. Плеве. — М., «Готика», 1997. — 495 с. — (Серия: История и этнография российских немцев). — ISBN 5-7834-0010-6.
- Жиромская В. Б., Киселев И. Н., Поляков Ю. А. Полвека под грифом «секретно»: Всесоюзная перепись населения 1937 года. / В. Б. Жиромская, И. Н. Киселев, Ю. А. Поляков; РАН. Ин-т рос. истории. — М.: Наука, 1996. — 150 с.: табл. ISBN 5-02-009756-X
- Захаров В. Н. Западноевропейские купцы в России: Эпоха Петра I. — М.: РОССПЭН, 1996. — 345 с, [19] л. ил., портр. ISBN 5-86004-056-3
- История предпринимательства в России / [В. И. Бовыкин, М. Л. Гавлин, Л. М. Епифанова и др.]; Рос. акад. наук. Ин-т рос. истории. В 2 т. — М.: РОССПЭН, 2000. ISBN 5-8243-0030-5
- Кириков Б. М., Штиглиц М. Санкт-Петербург немецких архитекторов. От барокко до авангарда. — СПб., 2002. ISBN 5-901528-04-2
- Культура русских и немцев в Поволжском районе: [Сборник] / Поволж. кадровый центр, Упр. культуры Сарат. обл. администрации; [Науч. ред. Великий П. П., Горелов И. Н.]. — Саратов: Слово, 1993-.
  - Вып. 1: История, теория, культура. — Саратов: Слово, 1993. — 207, [2] с.
- Материалы по истории связи в России. XVIII — начало ХХ вв. (почта, телеграф, телефон, радио, телевидение): Обзор документальных материалов. — Л., 1966.
- Миграционные процессы среди российских немцев: исторический аспект. — М., 1998.
- Плесская-Зебольд Э. Г. Одесские немцы: 1803–1920 / Э. Г. Плесская-Зебольд; Ин-т герм. и восточноевроп. исслед., Гëттинген (Германия). — Одесса: ТЭС, 1999. — 520 с. ISBN 966-95556-6-3
- Петров Ф. А. Немецкие профессора в Московском университете / Ф. А. Петров. — М., 1997. ISBN 5-7820-0035-X
- Саитов В. И., Модзалевский Б. Л. Московский некрополь: Т. 1-3 / [В. И. Саитов и Б. Л. Модзалевский]; [Авт. предисл. и изд. вел. кн. Николай Михайлович]. — Санкт-Петербург: тип. М. М. Стасюлевича, 1907–1908. — 3 т.
- Русские и немцы в XVIII веке = Russen und Deutsche im XVIII. Jahrhundert: Встреча культур / [Рос. акад. наук. Науч. совет по истории мировой культуры. Ин-т всеобщ. истории; Редкол. С. Я. Карп (отв. ред.) и др.]. — М.: Наука, 2000. — 309, [1] с. ISBN 5-02-011592-4
- Терра инкогнита Сибирь. У истоков научного освоения Сибири при участии немецких учёных в XVIII век. — Галле, 1999.
- Воскресенский Н. А. Законодательные акты Петра I. — М.; Л., 1945.
- Беспятых Ю. Н. Петербург Анны Иоанновны в иностранных описаниях: Введение. Тексты. Комментарии / Ю. Н. Беспятых; Рос. акад. наук, Ин-т рос. истории, С.-Петерб. фил. — СПб.: Рус.-балт. информ. центр «БЛИЦ», 1997. — 492,[1] с. ISBN 5-86789-029-5
- Беспятых Ю. Н. Петербург Петра I в иностранных описаниях: Введение. Тексты. Комментарии / Ю. Н. Беспятых. — Л.: Наука: Ленингр. отд-ние, 1991. — 278,[1] с. — (Сер. «Панорама истории»). ISBN 5-02-027336-8
- Бескровный Л. Г. Русская армия и флот в XVIII век. — М., 1958.
- Alfred Eisfeld. Die Rußlanddeutschen. — Verlag: Langen/Müller, München, 1991. — 252 S. ISBN 3-7844-2382-5; 978-3784423821
- Karl Stumpp. Die Russlanddeutschen — zweihundert Jahre unterwegs. — Stuttgart, Pannonia-Verlag, 1964. — 139 S.

### Національні ЗМІ
- Центральная газета российских немцев «Neues Leben»
- Московская Немецкая Газета [Архівовано 6 серпня 2014 у Wayback Machine.](рос.)
- Deutsche Allgemeine Zeitung(рос.)(нім.)
- Блог российских немцев «Die Russlanddeutschen.ru»
- Алтайская региональная газета «Zeitung für Dich» (в 1957–1991 «Rote Fahne»)
- «Sibirische Zeitung Plus» [Архівовано 27 квітня 2012 у Wayback Machine.] (рос.)(нім.)
- Сайт советских немцев «Genosse» [Архівовано 8 жовтня 2014 у Wayback Machine.](рос.)